# School Mathematics Study Group
O School Mathematics Study Group (SMSG) (em português, Grupo de Estudos de Matemática Escolar) era um tanque de pensamento acadêmico focando na reforma do ensino de matemática. Direcionado por Edward G. Begle e financiado pelo National Science Foundation (em português, Fundação Nacional de Ciência), o grupo for criado no começo da crise Sputnik em 1958 e atarefado com criar e implementar um currículo matemático para educação primária e secundária, o que realizou até ser encerrado em 1977. Os esforços do SMSG resultaram na reforma do ensino de matemática conhecido como Nova Matemática que foi promulgada em uma série de relatórios, que culminou na série publicada por Random House chamada de New Mathematical Library (em português, Biblioteca da Nova Matemática). Em seus primeiros anos, a SMSG publicou livros didáticos em formato paperback para estudantes do ensino médio e fundamental.
Talvez a maior coleção de material da SMSG é guardada no Archives of American Mathematics (em português, Arquivos da Matemática Americana) na Universidade do Texas no Austin's Center for American History (em português, Centro de Austin para História Americana).